# اشوینواویشچه
اشوینواویشچه یا با تلفظ دقیق تر ایشوینواُیویشچه () (به لهستانی: Świnoujście) (به آلمانی: Swinemünde)(سوینه‌مونده) یکی از شهرهای بندری در ساحل دریای بالتیک است. این شهر در گوشه شمال غرب لهستان واقع شده و جمعیت آن در سال ۲۰۱۲ بالغ بر ۴۱,۵۱۲ نفر بوده‌است.

## نگارخانه

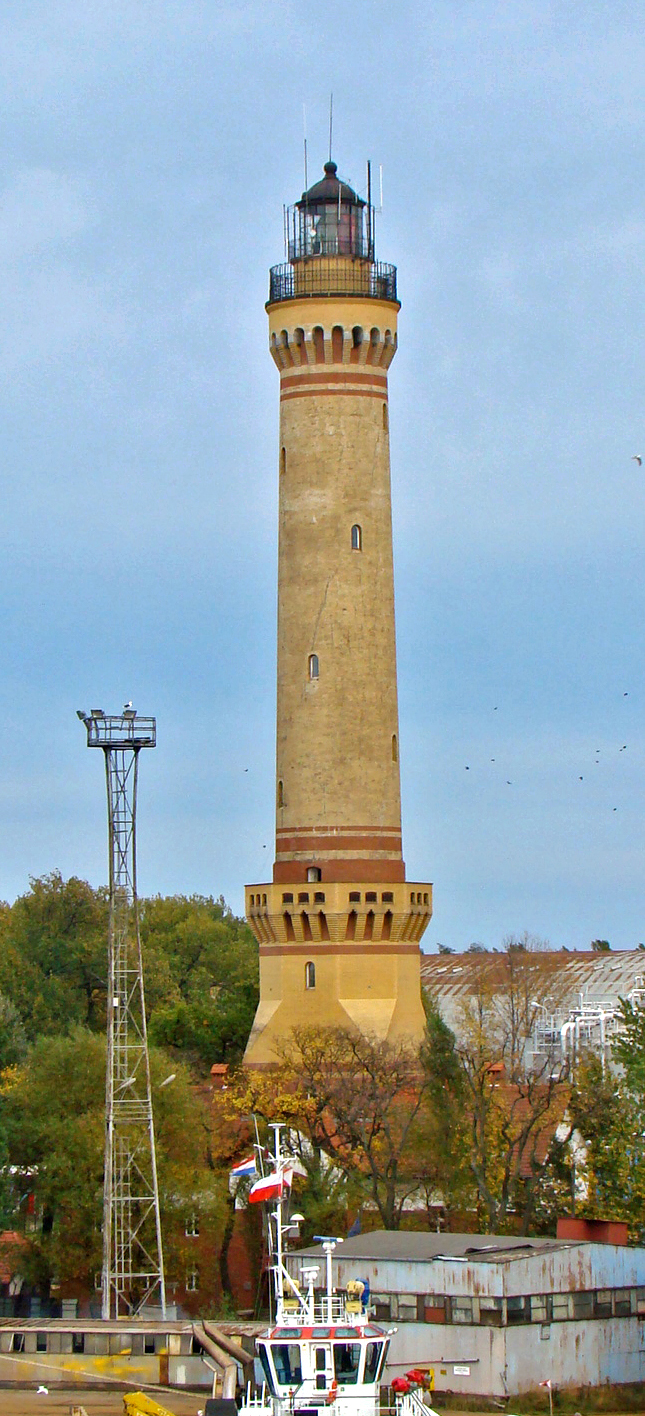

- فانوس دریایی اشوینواویشچه بلندترین فانوس دریایی لهستان و یکی از بلندترین این سازه ها در جهان است.[۲]

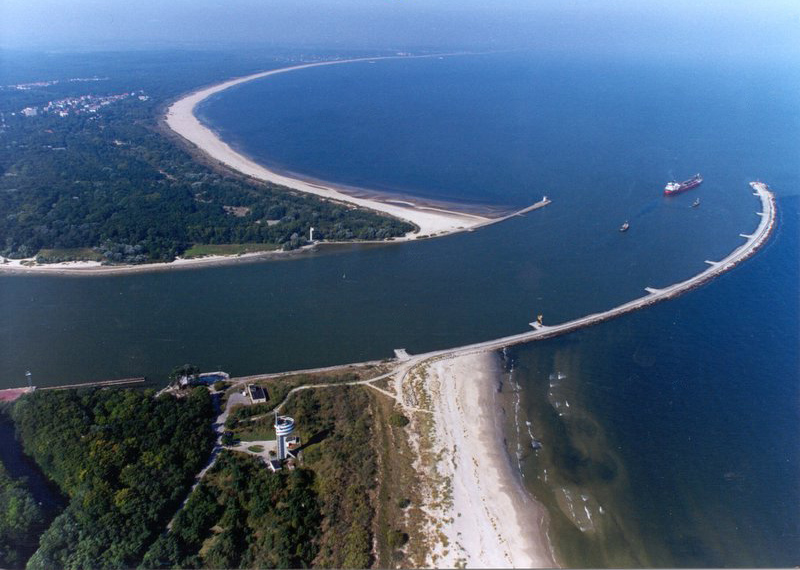

- دهانه رودخانه شواینا در دریای بالتیک، جزایر یوزدام (در پس‌زمینه) و وولین(در پیش‌زمینه) را از هم جدا می‌کند. نام شهر در زبان لهستانی و آلمانی به عنوان"شواینامونث" ترجمه می شود، مشابه "دارت‌مونث" یا "پلیمونث" در انگلیسی.

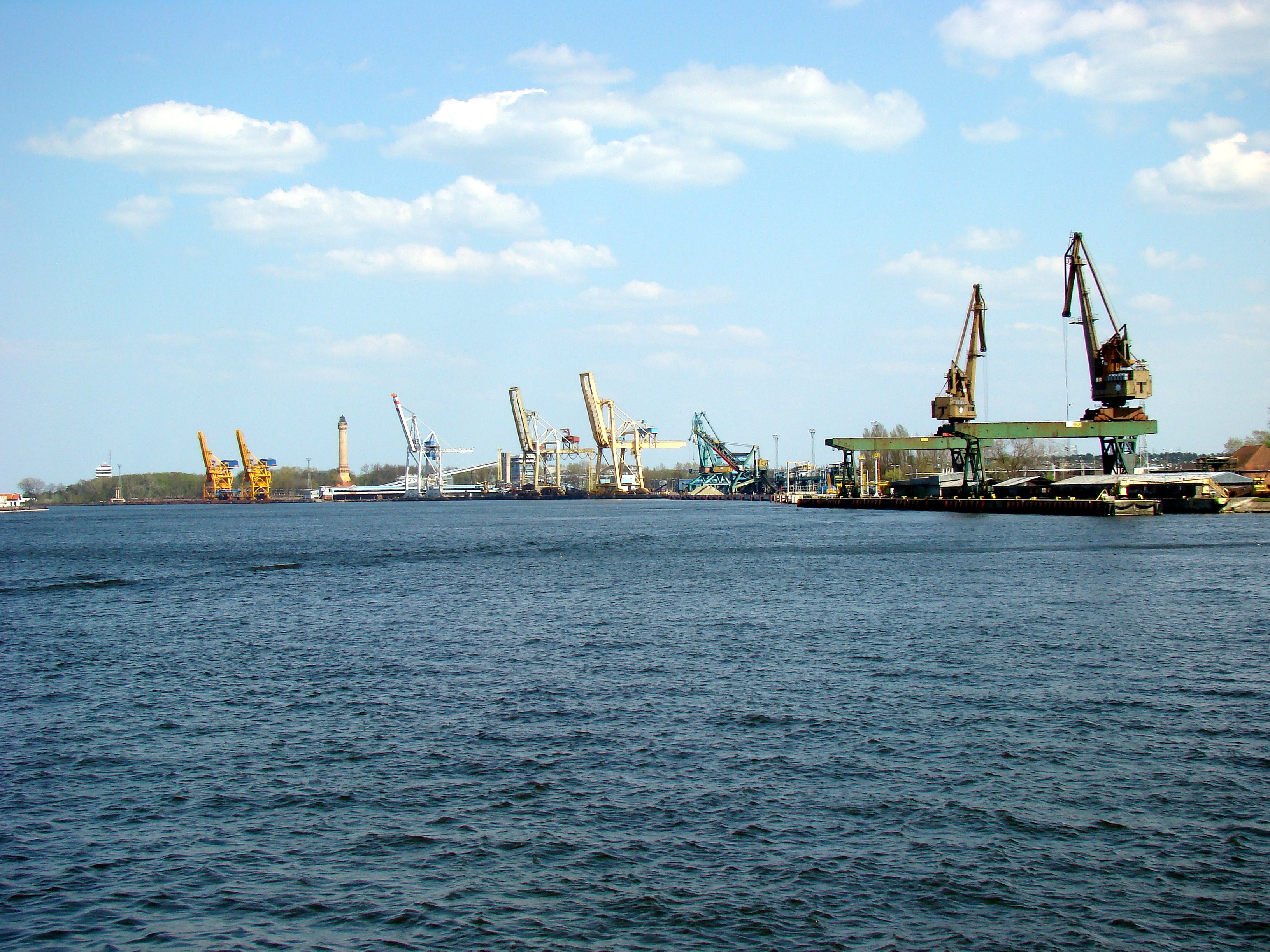

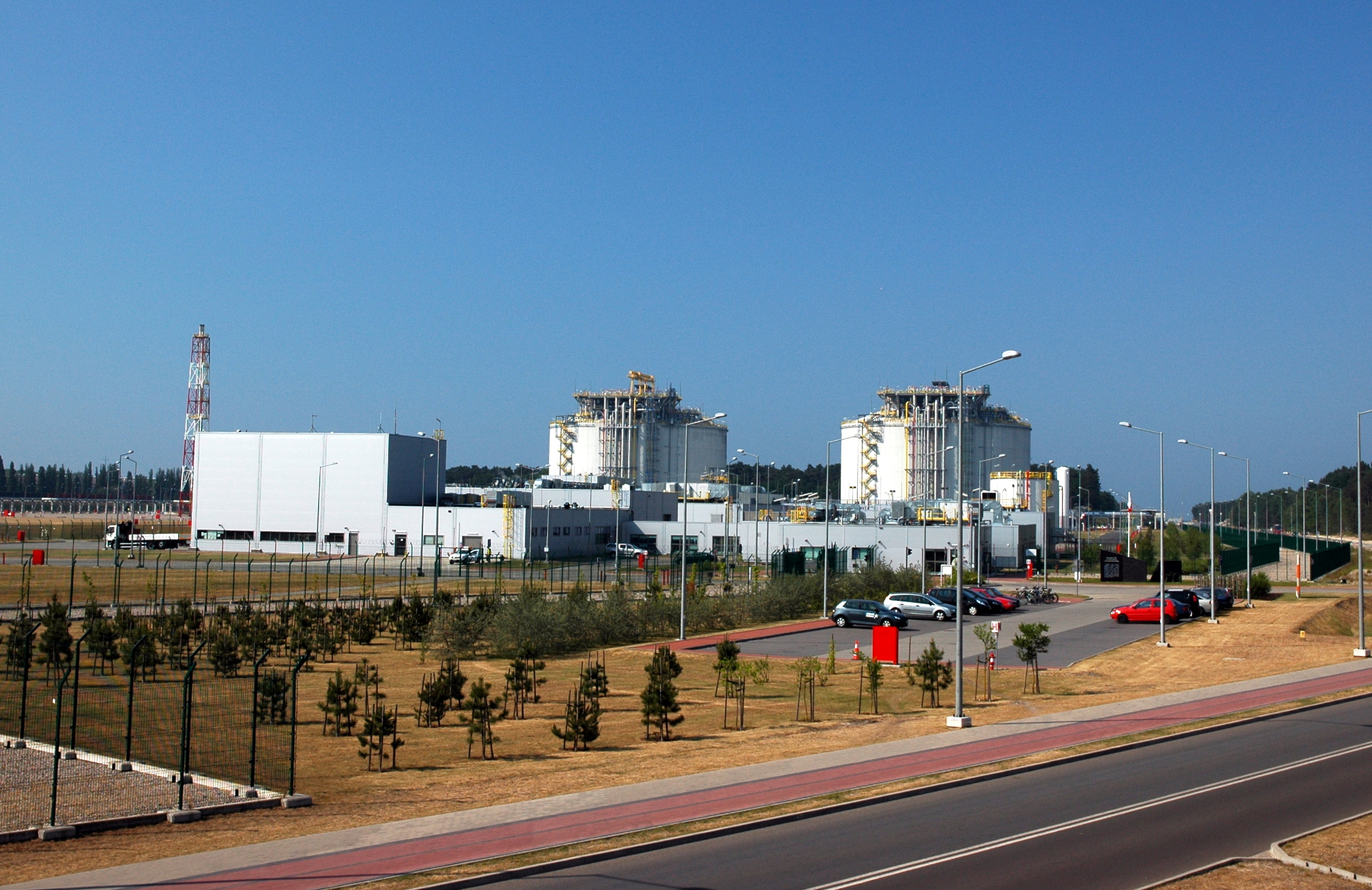

- بندر اشوینواویشچه[۲]

- پایانه گازی اشوینواویشچه[۲]